# Pachyramphus versicolor
Pachyramphus versicolor е вид птица от семейство Tityridae.

## Разпространение
Видът е разпространен в Боливия, Венецуела, Еквадор, Колумбия, Коста Рика, Панама и Перу.